# Roquefère
Roquefère település Franciaországban, Aude megyében. Lakosainak száma 71 fő (2022. január 1.). Roquefère Les Ilhes, Labastide-Esparbairenque, Mas-Cabardès és Mazamet községekkel határos.

## Népesség
A település népessége az elmúlt években az alábbi módon változott:
| Lakosok száma | 50   | 44   | 57   | 80   | 68   | 75   | 79   | 80   | 77   | 71   |
|               | 1968 | 1982 | 1990 | 2006 | 2013 | 2015 | 2017 | 2019 | 2020 | 2022 |